# On a Mission (singel)
On a Misson – singel australijskiej piosenkarki i autorki tekstów Gabrielli Cilmi. Jest on głównym singlem promującym drugi album studyjny artystki "Ten". Wydany został 5 lutego 2010 roku w Australii, a 7 marca 2010 w Wielkiej Brytanii. W remixie utworu pojawia się amerykańska raperka Eve.

## Informacje o singlu
W wywiadzie z Nickiem Levinem dla Digital Spy, Cilmi stwierdziła: "Myślę, że zaskoczę ludzi, którzy myśleli, że nagram kolejny singel typu "Sweet About Me". Sama byłam zaskoczona, kiedy nagrałam "On a Mission", co kompletnie zmieniło kierunek, w jaki podążał cały album. Lubię puszczać to moim przyjaciołom i obserwować ich reakcje - nie spodziewali się czegoś takiego". Również dodała: "Lubię myśleć, że ta piosenka jest "I Will Survive" XXI wieku. Jest ona o odkryciu w sobie wewnętrznego superbohatera i robieniu tego, co musimy robić by dotrzeć tam, gdzie powinniśmy być - nie zważając na to, ile murów będziemy musieli zburzyć  na swojej drodze".

## Teledysk
Teledysk do piosenki został umieszczony w serwisie YouTube 11 stycznia 2010 roku. Ukazuje on zdjęcia piosenkarki w skafandrze, statków kosmicznych lądujących na innych planetach oraz Cilmi wraz z kilkoma tancerkami.
Sama Gabriella przyznała, że inspiracje do nagrania wideo wzięła z filmu fantastycznego "Barbarella".

## Format wydania
Singel CD
1. "On a Mission" – 3:13
2. "On a Mission" (feat. Eve)
3. "Magic Carpet Ride"

Pakiet iTunes
1. "On a Mission" – 3:03
2. "On a Mission" (Wideboys Remix) – 3:13

Pakiet download
1. "On a Mission" (feat. Eve)
2. "On a Mission" (feat. H-Boogie)
3. "On a Mission" (Riff & Rays Remix)
4. "On a Mission" (Wideboys Remix feat. Eve)

## Notowania
| Lista                              | Najwyższa pozycja |
| ---------------------------------- | ----------------- |
| ARIA (Australia)                   | 16                |
| Ö3 Austria Top 40 (Austria)        | 63                |
| Ultratip (Belgia, Flandria)        | 6                 |
| Ultratip (Belgia, Walonia)         | 6                 |
| IFPI (Czechy                       | 53                |
| European Hot 100 Singles           | 30                |
| Mitä hittiä (Finlandia)            | 11                |
| Media Control Charts (Niemcy)      | 84                |
| Mahasz (Węgry)                     | 29                |
| Dutch Top 40 (Holandia)            | 30                |
| IFPI (Słowacja)                    | 18                |
| UK Singles Chart (Wielka Brytania) | 9                 |

Źródło
Przekład z anglojęzycznej wersji Wikipedii